# العمور (سوهاج)
قرية العمور هي إحدى القرى التابعة لمركز المراغة بمحافظة سوهاج في جمهورية مصر العربية. حسب إحصاءات سنة 2006، بلغ إجمالي السكان في العمور 2191 نسمة، منهم 1073 رجل و1118 امرأة.